# آنیتا گاروین
آنیتا گاروین (انگلیسی: Anita Garvin؛ ‏ ۱۱ فوریهٔ ۱۹۰۷ – ۷ ژوئیهٔ ۱۹۹۴) بازیگر اهل ایالات متحده آمریکا بود.

## فیلم‌شناسی
از فیلم‌هایی که وی در آن نقش داشته است، می‌توان به از صفر تا صد، لحظه سرنوشت‌ساز، همسران خیانتکار، رَگِـدی رُز، کارآگاه، خانم سوئیسی، کله‌پا، ساده‌لوح در آکسفورد، دلیل علاقه دخترها به ملوانان، دست مریزاد، برادر کوچولو و با عشق و نارضایتی اشاره کرد.